# FK Bregalnica Štip
El FK Bregalnica Štip (en macedonio: ФК Брегалница Штип) es un club de fútbol macedonio de la ciudad de Štip, fundado en 1921. El equipo disputa sus partidos como local en el Gradski stadion Štip y juega en la Primera División de Macedonia del Norte. El azul es el color tradicional del equipo. En su palmarés cuenta con cuatro ligas —todas ellas de la época yugoslava— y una Copa de Macedonia del Norte.

## Historia
El club fue fundado en 1921 en la ciudad de Štip y, desde entonces, el Bregalnica siempre ha sido uno de los mejores clubes del fútbol macedonio. El apodo del FK Bregalnica es Sini, que hace referencia a los colores del club, el azul. 
Los mejores años del club fueron de 1964 a 1984, cuando el club fue campeón de Macedonia en cuatro ocasiones y ganó la Copa de Macedonia en 1981. Tras los buenos años, el FK Bregalnica comenzó un largo período de decadencia por la pérdida de sus jugadores estrella.
Tras la independencia de Macedonia, el FK Bregalnica no logró mantener la regularidad en el campeonato macedonia y alternó años en primera y segunda división. El club consiguió dos títulos de la segunda división de Macedonia en 1995–96 y 2003–04. En la temporada 2011-12 acabó quinto en primera división, su mejor resultado hasta la fecha.

### Altas y bajas 2022-23
| Altas            |            |                            |          |           |
| Jugador          | Posición   | Origen                     | Tipo     | Costo     |
| Martin Davkov    | Guardameta | GFK Tikvesh                | Libre    | 150 mil € |
| Kire Novakov     | Guardameta | NK Triglav Kranj           | Libre    | 10 mil €  |
| Vane Jovanov     | Defensa    | FK Pobeda                  | Libre    | 10 mil €  |
| Jovan Manev      | Defensa    | Adana Demirspor            | Préstamo | 550 mil € |
| Jamall Dickens   | Defensa    | Fútbol Consultants Moravia | Libre    |           |
| Fabricio Venegas | Delantero  | Fútbol Consultants Moravia | Libre    |           |

| Bajas           |                |                   |       |       |
| Jugador         | Posición       | Origen            | Tipo  | Costo |
| Nemanja Ščekić  | Guardameta     | FK Sloga Doboj    | Libre |       |
| David Denkovski | Guardameta     | FC Shkupi         | Libre |       |
| Daniel Mojsov   | Defensa        | GFK Tikvesh       | Libre |       |
| Alexander Borja | Defensa        | KF Besa Dobërdoll | Libre |       |
| Adis Hadžanović | Centrocampista | Sin equipo        | Libre |       |
| Milan Đokić     | Centrocampista | Sin equipo        | Libre |       |
| Darko Dodev     | Delantero      | KF Vllaznia       | Libre |       |

## Palmarés
Liga de la República Yugoslava de Macedonia:
- Campeón (4): 1964, 1967, 1976, 1984

 Copa de Macedonia:
- Campeón (1): 1981

 Segunda Liga de Macedonia:
- Campeón (3): 1995–96, 2003–04, 2020-21

## Entrenadores
| Nacionalidad                   | Nombre                     | Llegada               | Salida                  |
| ------------------------------ | -------------------------- | --------------------- | ----------------------- |
| Bandera de Macedonia del Norte | Ilija Mitrov               | enero de 2011         | mayo de 2011            |
| Bandera de Bulgaria            | Nikola Spasov              | 1 de julio de 2011    | 19 de octubre de 2011   |
| Bandera de Macedonia del Norte | Vlatko Davitkov (interino) | 19 de octubre de 2011 |                         |
| Bandera de Macedonia del Norte | Trajče Senev               | junio de 2012         |                         |
| Bandera de Bulgaria            | Nikola Spasov              | julio de 2012         | 11 de diciembre de 2012 |
| Bandera de Macedonia del Norte | Nikola Kuzmanov            | diciembre de 2012     | enero de 2013           |
| Bandera de Macedonia del Norte | Dobrinko Ilievski          | 3 de febrero de 2013  |                         |